# Йокнапатофа
Йокнапато́фа (англ. Yoknapatawpha, [jɒknəpəˈtɔfə]) — вымышленный округ на юге США (штат Миссисипи), в котором разворачиваются события большинства произведений Уильяма Фолкнера.

## История
Йокнапатофой (Тихо течёт река по долине на языке индейцев чесоко) называлась река Йокнана в штате Миссисипи; на территории между ней и рекой Талахачи в 1836 году был образован округ Лафайет.
Данные об округе из записки, приложенной автором к одному из романов:

«Йокнапатофа. Площадь около 2400 кв. миль. Население — 15611 человек (белых — 6298, негров — 9313). Единственный хозяин и повелитель — Уильям Фолкнер». 
К роману «Авессалом, Авессалом!» приложена карта этого округа, нарисованная Фолкнером.
Образ Джефферсона — столицы Йокнапатофского округа, расположенного в Северном Миссисипи, — основан на родном для писателя Оксфорде. Эскизные намёки на этот город присутствуют в наброске «Холм» и в описании Чарльстауна (роман «Солдатская награда»).

## Романы
- Сарторис / Sartoris (Flags in the Dust) (1929)
- Шум и ярость / The Sound and the Fury (1929)
- Когда я умирала / As I Lay Dying (1930)
- Святилище / Sanctuary (1931)
- Свет в августе /  Light in August (1932)
- Авессалом, Авессалом! / Absalom, Absalom! (1936)
- Непобеждённые / The Unvanquished (1938)
- Деревушка / The Hamlet (1940)
- Сойди, Моисей / Go Down, Moses (1942)
- Осквернитель праха / Intruder in the Dust (1948)
- Реквием по монахине / Requiem for a Nun (1951)
- Город / The Town (1957)
- Особняк / The Mansion (1959)
- Похитители / The Reivers (1962, Пулитцеровская премия за художественную книгу)